# ニュースを見に行く!
『ニュースを見に行く!』（ニュースをみにいく）は、1987年10月22日から1988年9月15日までテレビ東京系列局で放送されていたテレビ東京製作の情報番組である。放送時間は毎週木曜 20:00 - 20:54 （日本標準時）。

## 概要
テレビ東京の中川順社長の肝いりで新設、毎回タイムリーなテーマのニュースを取り上げ、その裏側を探っていた。
1988年4月10日の放送からリニューアルを実施、司会を交代した。

## 出演者
- 司会
  - 冴木杏奈（1987年10月22日 - 1988年3月）
  - 都倉俊一（1988年4月10日 - 1988年9月15日）[1]
  - 赤間裕子（1988年4月10日 - 1988年9月15日）[1]